# Kościół św. Piotra i Pawła w Miedzianej
Kościół św. Piotra i Pawła w Miedzianej – rzymskokatolicki kościół filialny zlokalizowany we wsi Miedziana w województwie dolnośląskim, w powiecie zgorzeleckim. Należy do parafii św. Józefa Rzemieślnika w Zawidowie. Wpisany do rejestru zabytków 25 stycznia 1966 pod numerem 1488.

## Historia
Pierwsza wzmianka o świątyni we wsi pochodzi z 1346. Obiekt ten został spalony przez husytów w 1427. W 1529 przejęli go protestanci.
Obecna barokowa budowla została wzniesiona dla parafii ewangelickiej w latach 1725-1736 (lub 1726-1730). Była restaurowana po 1945, kiedy to zaadaptowano ją na potrzeby katolików, repatriowanych do Miedzianej z różnych terenów Polski, w tym zamieszkałych tutaj osadników wojskowych.
Herby
Od strony północnej po obu stronach wieży znajdują się dwa alkierze z trzema herbami poniżej okien pierwszego pietra. Na lewym dwa herby von Hochberg z rokiem 1726 i inicjałami C.V.H i C.H.V.S.; na prawym: von Hochberg z rokiem 1729 i inicjałami O.C.F.V.H. Otto Conrad Freiherr von Hoberg (ur. 1670)
Z uwagi na bogate wyposażenie wnętrza obiekt uznawany jest za jeden z najpiękniejszych kościołów wschodnich Łużyc. Znajduje się tu m.in. rokokowy piec kaflowy z 1730.
Kościołowi towarzyszy dawna pastorówka (obecnie dom mieszkalny). Otacza go mur z budynkiem bramnym.

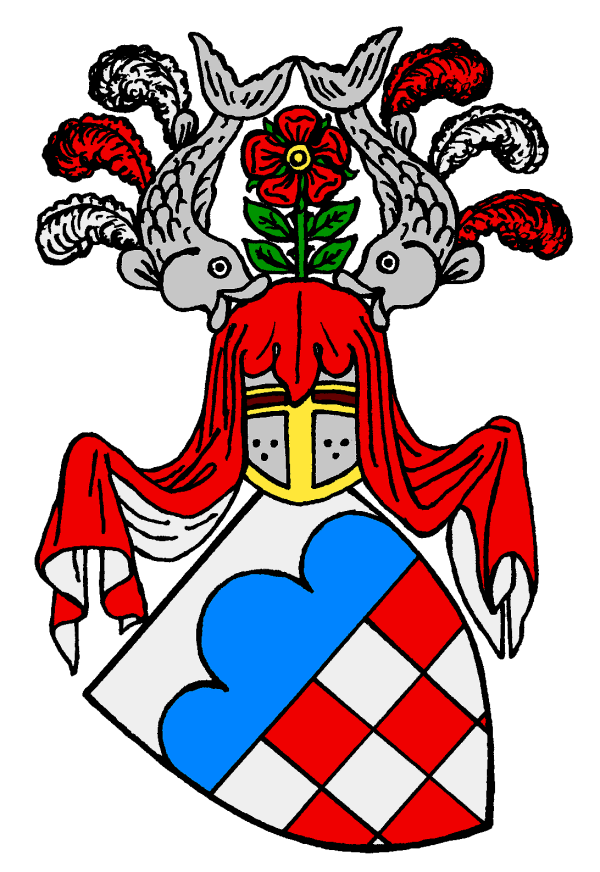
Herb von Hochberg
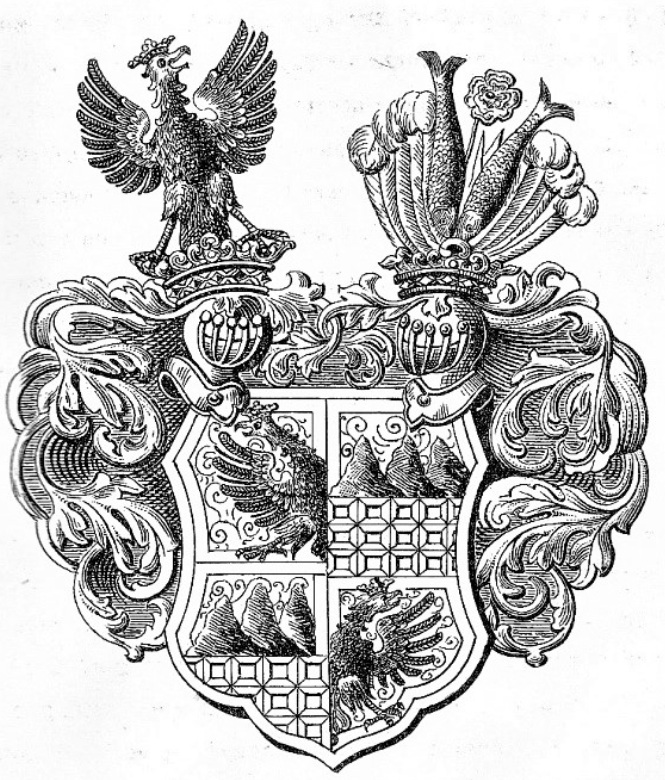
Herb von Hochberg
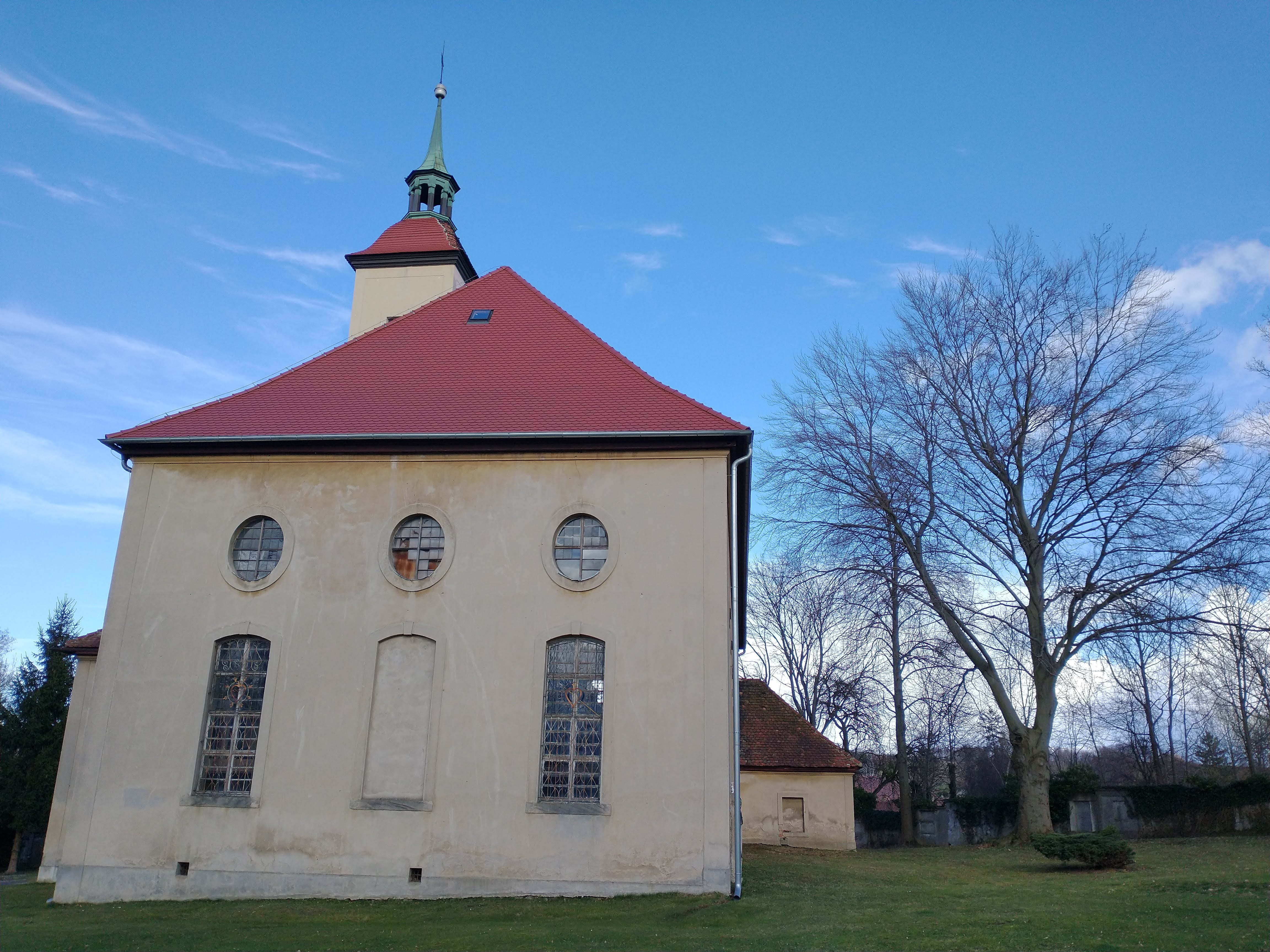
Elewacja boczna
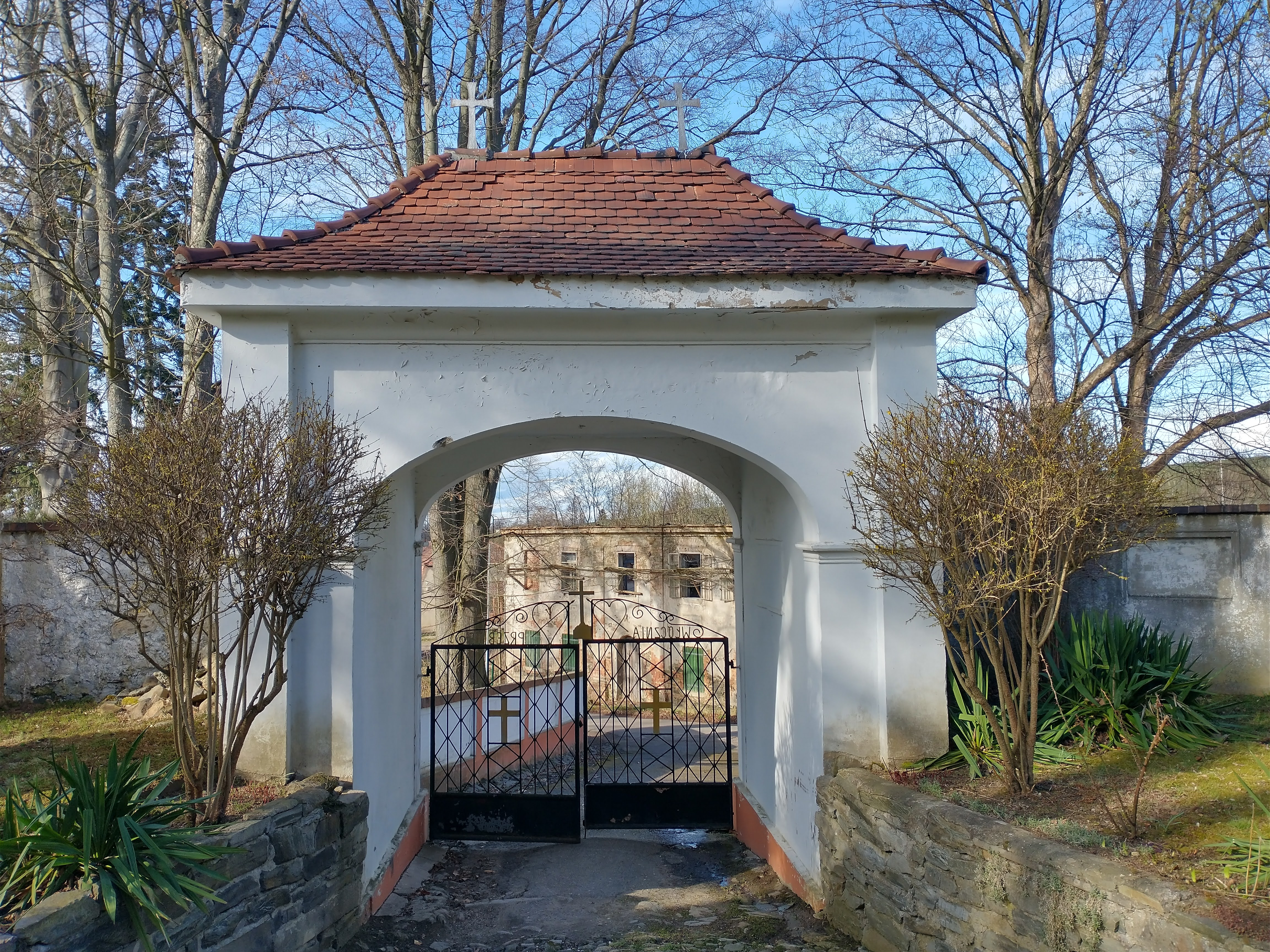
Budynek bramny